# 荘公 (魯)
荘公（そうこう）は、春秋時代の魯の第16代君主。名は同。桓公の子で、桓公の後を受けて魯国の君主となった。在位32年（紀元前693年 - 紀元前662年）。

## 経歴
桓公6年（紀元前706年）9月丁卯誕生。この日は父桓公と同じ誕生日であったことから、同と名づけられる。
桓公18年（紀元前694年）、桓公が斉で横死すると魯公の座に就き、12月に桓公を弔う。
荘公8年（紀元前686年）、斉の公子糾と管仲が魯に亡命してきた。翌年、斉の桓公が兵を発して魯軍を撃破すると、魯は糾を殺害した。斉は魯に管仲の身柄をよこすよう要求した。魯の施伯は斉が管仲を重く用いようとしていると見抜き、魯の不利になるので管仲を殺すよう荘公に勧めたが、荘公は聞き入れず、管仲を斉にかえした。
荘公13年（紀元前681年）、荘公は斉の桓公と柯で会合した。このとき曹沬が桓公を脅し、斉が奪った魯の土地を返還するよう要求した。桓公が返還を約束すると、曹沬は桓公を釈放した。桓公は約束を破棄したいと考えたが、管仲の諫めを受けて、魯の土地を返還した。
荘公の夫人の哀姜は斉の人で、子がなかった。荘公は死に臨んで庶子の斑（あるいは般と作る）を後嗣に立てようとしたが、荘公の弟の叔牙が上の弟の慶父を立てるよう主張した。末弟の季友は斑の立嗣を支持して、荘公の名により叔牙に毒酒を飲ませて自殺させた。
荘公32年（紀元前662年）8月癸亥、荘公は病没する。享年45。これを受け、季友が斑を立てて魯君とした。10月、慶父が斑を殺し、荘公の庶子の啓を魯君とした。

## 家庭
父親：
- 桓公姫允（第15代魯公）

母親：
- 文姜（第13代斉公・釐公の娘）

兄弟：
- 慶父（孟孫氏祖、共仲）
- 叔牙（叔孫氏祖、僖叔）
- 季友（季孫氏祖、成季）

妃：
- 哀姜（第14代斉公・襄公の娘？）
- 叔姜（中国語版）（同上・哀姜の妹、閔公母）
- 孟任（中国語版）（魯の大夫党氏の娘、子斑母）
- 成風（中国語版）（須句の公女、僖公母）

子女
- 子斑（第17代魯公）
- 閔公姫啓（第18代魯公）
- 僖公姫申（第19代魯公）
- 公子遂（中国語版）（東門襄仲）
- 杞伯姫

## 紀年
| 魯荘公 | 元年    | 2年     | 3年     | 4年     | 5年     | 6年     | 7年     | 8年     | 9年     | 10年    |
| ------ | ------- | ------- | ------- | ------- | ------- | ------- | ------- | ------- | ------- | ------- |
| 西暦   | 前693年 | 前692年 | 前691年 | 前690年 | 前689年 | 前688年 | 前687年 | 前686年 | 前685年 | 前684年 |
| 干支   | 戊子    | 己丑    | 庚寅    | 辛卯    | 壬辰    | 癸巳    | 甲午    | 乙未    | 丙申    | 丁酉    |
| 魯荘公 | 11年    | 12年    | 13年    | 14年    | 15年    | 16年    | 17年    | 18年    | 19年    | 20年    |
| 西暦   | 前683年 | 前682年 | 前681年 | 前680年 | 前679年 | 前678年 | 前677年 | 前676年 | 前675年 | 前674年 |
| 干支   | 戊戌    | 己亥    | 庚子    | 辛丑    | 壬寅    | 癸卯    | 甲辰    | 乙巳    | 丙午    | 丁未    |
| 魯荘公 | 21年    | 22年    | 23年    | 24年    | 25年    | 26年    | 27年    | 28年    | 29年    | 30年    |
| 西暦   | 前673年 | 前672年 | 前671年 | 前670年 | 前669年 | 前668年 | 前667年 | 前666年 | 前665年 | 前664年 |
| 干支   | 戊申    | 己酉    | 庚戌    | 辛亥    | 壬子    | 癸丑    | 甲寅    | 乙卯    | 丙辰    | 丁巳    |
| 魯荘公 | 31年    | 32年    |         |         |         |         |         |         |         |         |
| 西暦   | 前663年 | 前662年 |         |         |         |         |         |         |         |         |
| 干支   | 戊午    | 己未    |         |         |         |         |         |         |         |         |